# Alepidea multisecta
Alepidea multisecta är en flockblommig växtart som beskrevs av Brian Laurence Burtt. Alepidea multisecta ingår i släktet Alepidea och familjen flockblommiga växter. Inga underarter finns listade i Catalogue of Life.